# Waiheke
Waiheke (ang. Waiheke Island) – wyspa w Nowej Zelandii, w regionie administracyjnym Auckland, u północnego wybrzeża Wyspy Północnej, na zatoce Hauraki.
Wyspa liczy około 20 km długości i do 10 km szerokości. Powierzchnia wyspy wynosi 92 km² (piąta pod względem wielkości wyspa w kraju). Znaczną część wyspy zajmują wzgórza, o wysokości nieprzekraczającej 231 m n.p.m.
W XIX wieku na Waiheke eksploatowano złoża manganu. Współcześnie wyspa jest ośrodkiem turystyki, a w jej zachodniej części dominuje zabudowa mieszkalna. Prowadzona jest tu uprawa winorośli oraz hodowla owiec i bydła. W 2013 roku liczba ludności wynosiła 8259.
Wyspa ma połączenie promowe z oddalonym o około 20 km na zachód miastem Auckland.